# Tercera categoría de fútbol en Uruguay
Existen en torneos de tercera categoría (o tercer nivel) organizados por la Asociación Uruguaya de Fútbol (en su momento llamada The Uruguayan Football League) desde inicios del siglo XX.
En los primeros años jugaban en esta categoría equipos secundarios o terciaros de los equipos de Primera División en conjunto con los equipos principales de clubes recién integrados a la Liga o sin el poderío suficiente para competir a mayor nivel. Recién a partir de la edición de 1913, la Tercera División se separó entre la Tercera "Especial" (para los terceros equipos) y la Tercera "Extra" para los equipos principales.
Desde 1913 hasta el inicio del profesionalismo (1932), la Divisional Extra ("Especial") cumplió el papel de torneo de tercera categoría del fútbol uruguayo. Posteriormente la estructura del fútbol se dividió entre profesionalismo y amateurismo, considerándose durante esa época la Divisional Intermedia de la LUFA (segunda categoría de la Liga Amateur) como el tercer nivel. Al reintegrarse toda la estructura (en 1936 en adelante) volvió a ser la Extra la tercera categoría.
En 1942 se creó la Primera División "B" para tener una segunda categoría profesional, y a partir de entonces, la tercera categoría pasó a corresponderle a la Divisional Intermedia, desde 1942 hasta 1971. En 1972 fue creada la Primera División "C" como parte de la reestructura generada en ese momento y desde entonces la categoría ha variado de nombres, llamándose Liga Metropolitana Amateur, Segunda B Amateur y el nombre actual de Primera División Amateur.
La tercera categoría siempre ha tenido carácter amateur.

## Campeones de la tercera categoría

### Títulos por año
| Temporada                            | Edición       |               | Campeón            |               | Subcampeón         |               | Tercero            | Notas |
| ------------------------------------ | ------------- | ------------- | ------------------ | ------------- | ------------------ | ------------- | ------------------ | --- |
| Tercera "Extra"                      |               |               |                    |               |                    |               |                    | |
| 1913                                 | 1°            |               | Defensor           |               |                    |               |                    | Primera edición de la Tercera "Extra" por separado de la "Especial".                                                                          |
| 1914                                 | 2°            |               | Charley            |               |                    |               |                    | |
| 1915                                 | 3°            |               | Worcester          |               | Liverpool          |               |                    | |
| 1916                                 | 4°            |               | Liverpool          |               | Sayago             |               |                    | |
| 1917                                 | 5°            |               | Miramar            |               |                    |               |                    | |
| 1918                                 | 6°            |               | Fénix              |               |                    |               |                    | |
| 1919                                 | 7°            |               | Lito               |               |                    |               |                    | |
| 1920                                 | 8°            |               | Colón              |               |                    |               |                    | |
| 1921                                 | 9°            |               | Bella Vista        |               | Uruguayo           |               |                    | |
| 1922                                 | 10°           |               | Capurro            |               |                    |               |                    | |
| 1923                                 | 11°           |               | Belgrano           |               |                    |               |                    | |
| 1924                                 | 12°           |               | Washington         |               |                    |               |                    | |
| 1925                                 | No se disputó | No se disputó | No se disputó      | No se disputó | No se disputó      | No se disputó | No se disputó      | No se disputó |
| 1926                                 | 13°           |               | Tiro Federal       |               |                    |               |                    | |
| 1927                                 | 14°           |               | Tiro Federal       |               | Basáñez            |               |                    | |
| 1928                                 | 15°           |               | Oriental           |               |                    |               |                    | |
| 1929                                 | No se disputó | No se disputó | No se disputó      | No se disputó | No se disputó      | No se disputó | No se disputó      | No se disputó |
| 1930                                 | 16°           |               | Maroñas            |               |                    |               |                    | |
| 1931                                 | 17°           |               | Deportivo Juventud |               |                    |               |                    | |
| Divisional Intermedia (Liga Amateur) |               |               |                    |               |                    |               |                    | |
| 1932                                 | 18°           |               | Wilson             |               |                    |               |                    | Segunda categoría de la estructura amateur.                                                                                                   |
| 1933                                 | 19°           |               | Montevideo Olimpia |               |                    |               |                    | Segunda categoría de la estructura amateur.                                                                                                   |
| 1934                                 | 20°           |               | Maroñas            |               |                    |               |                    | Segunda categoría de la estructura amateur.                                                                                                   |
| 1935                                 | 21°           |               | Miramar            |               |                    |               |                    | Segunda categoría de la estructura amateur.                                                                                                   |
| Divisional Extra                     |               |               |                    |               |                    |               |                    | |
| 1936                                 | 22°           |               | Uruguay Montevideo |               |                    |               |                    | |
| 1937                                 | 23°           |               | Miramar            |               |                    |               |                    | |
| 1938                                 | 24°           |               | Artigas            |               |                    |               |                    | |
| 1939                                 | 25°           |               | San Carlos         |               | Olivol             |               |                    | |
| 1940                                 | 26°           |               | Rosarino Central   |               |                    |               |                    | |
| 1941                                 | 27°           |               | Olivol             |               | Maroñas            |               |                    | |
| Divisional Intermedia                |               |               |                    |               |                    |               |                    | |
| 1942                                 | 28°           |               | Fénix              |               | Olivol             |               | Uruguay Montevideo | Se crea la Primera División "B" (profesional), siendo la Intermedia la principal categoría de la estructura amateur.                          |
| 1943                                 | 29°           |               | Danubio            |               | Deportivo Juventud |               | La Luz             | |
| 1944                                 | 30°           |               | Olivol             |               |                    |               |                    | |
| 1945                                 | 31°           |               | Bahía              |               |                    |               |                    | |
| 1946                                 | 32°           |               | Canillitas         |               |                    |               |                    | |
| 1947                                 | 33°           |               | Artigas            |               |                    |               |                    | |
| 1948                                 | No culminó    | No culminó    | No culminó         | No culminó    | No culminó         | No culminó    | No culminó         | No culminó |
| 1949                                 | 34°           |               | Fénix              |               |                    |               |                    | |
| 1950                                 | 35°           |               | Uruguay Montevideo |               |                    |               |                    | |
| 1951                                 | 36°           |               | Cerrito            |               |                    |               |                    | |
| 1952                                 | 37°           |               | Mar de Fondo       |               |                    |               |                    | |
| 1953                                 | 38°           |               | Canillitas         |               |                    |               |                    | |
| 1954                                 | 39°           |               | Colón              |               | Misiones           |               | Mar de Fondo       | |
| 1955                                 | 40°           |               | Uruguay Montevideo |               |                    |               |                    | |
| 1956                                 | 41°           |               | Progreso           |               |                    |               |                    | |
| 1957                                 | 42°           |               | Uruguay Montevideo |               |                    |               |                    | |
| 1958                                 | 43°           |               | Mar de Fondo       |               |                    |               |                    | |
| 1959                                 | 44°           |               | Bella Vista        |               |                    |               |                    | |
| 1960                                 | 45°           |               | Huracán Buceo      |               |                    |               |                    | |
| 1961                                 | 46°           |               | Mar de Fondo       |               |                    |               |                    | |
| 1962                                 | 47°           |               | La Luz             |               | Boston River       |               | Huracán Buceo      | |
| 1963                                 | 48°           |               | Progreso           |               |                    |               |                    | |
| 1964                                 | 49°           |               | Platense           |               |                    |               |                    | |
| 1965                                 | 50°           |               | Uruguay Montevideo |               |                    |               |                    | |
| 1966                                 | 51°           |               | Rentistas          |               |                    |               |                    | |
| 1967                                 | 52°           |               | Huracán Buceo      |               |                    |               |                    | |
| 1968                                 | 53°           |               | Alto Perú          |               |                    |               |                    | |
| 1969                                 | 54°           |               | Mar de Fondo       |               |                    |               |                    | |
| 1970                                 | 55°           |               | Cerrito            |               |                    |               |                    | |
| 1971                                 | 56°           |               | Misiones           |               |                    |               |                    | |
| Primera División "C"                 |               |               |                    |               |                    |               |                    | |
| 1972                                 | 57°           |               | Salus              |               |                    |               |                    | |
| 1973                                 | 58°           |               | Villa Española     |               |                    |               |                    | |
| 1974                                 | 59°           |               | Misiones           |               | La Luz             |               |                    | |
| 1975                                 | 60°           |               | Progreso           |               |                    |               |                    | |
| 1976                                 | 61°           |               | La Luz             |               |                    |               |                    | |
| 1977                                 | 62°           |               | Salus              |               |                    |               |                    | |
| 1978                                 | 63°           |               | Progreso           |               |                    |               |                    | |
| 1979                                 | 64°           |               | Universidad Mayor  |               | El Tanque          |               |                    | |
| 1980                                 | 65°           |               | Villa Española     |               | Uruguay Montevideo |               |                    | |
| 1981                                 | 66°           |               | Platense           |               |                    |               |                    | |
| 1982                                 | 67°           |               | Cerrito            |               | Parque del Plata   |               |                    | |
| 1983                                 | 68°           |               | Huracán            |               |                    |               |                    | |
| 1984                                 | 69°           |               | Villa Teresa       |               |                    |               |                    | |
| 1985                                 | 70°           |               | Sportivo Italiano  |               |                    |               |                    | |
| 1986                                 | 71°           |               | El Tanque Sisley   |               |                    |               |                    | |
| 1987                                 | 72°           |               | Villa Española     |               |                    |               |                    | |
| 1988                                 | 73°           |               | Colón              |               |                    |               |                    | |
| 1989                                 | 74°           |               | Basáñez            |               |                    |               |                    | |
| 1990                                 | 75°           |               | Huracán            |               | La Luz             |               |                    | |
| 1991                                 | 76°           |               | Fénix              |               | Villa Teresa       |               |                    | |
| 1992                                 | 77°           |               | La Luz             |               | Villa Española     |               |                    | |
| 1993                                 | 78°           |               | Uruguay Montevideo |               | Juventud           |               |                    | |
| 1994                                 | 79°           |               | Platense           |               | Juventud           |               |                    | |
| 1995                                 | 80°           |               | Juventud           |               |                    |               |                    | |
| 1996                                 | 81°           |               | Villa Española     |               | Salus              |               | El Tanque Sisley   | |
| Liga Metropolitana Amateur           |               |               |                    |               |                    |               |                    | |
| 1997                                 | 82°           |               | El Tanque Sisley   |               | Villa Teresa       |               | Oriental           | |
| 1998                                 | 83°           |               | Cerrito            |               | Villa Teresa       |               | Platense           | |
| 1999                                 | 84°           |               | Villa Teresa       |               | Uruguay Montevideo |               | Oriental           | |
| 2000                                 | 85°           |               | Colón              |               | Oriental           |               | Huracán            | |
| 2001                                 | 86°           |               | La Luz Tacurú      |               | Boston River       |               | Platense           | |
| 2002                                 | 87°           |               | Uruguay Montevideo |               | La Luz Tacurú      |               | Boston River       | |
| 2003                                 | 88°           |               | La Luz Tacurú      |               | Albion             |               | Platense           | |
| 2004                                 | 89°           |               | Oriental           |               | Boston River       |               | Mar de Fondo       | |
| 2005                                 | 90°           |               | Platense           |               | Boston River       |               | Oriental           | |
| 2006                                 | 91°           |               | Boston River       |               | Alto Perú          |               | Oriental           | |
| 2007                                 | 92°           |               | Oriental           |               | Villa Teresa       |               | Huracán            | |
| Segunda División Amateur             |               |               |                    |               |                    |               |                    | |
| 2008-09                              | 93°           |               | Oriental           |               | Torque             |               | Coraceros          | |
| 2009-10                              | 94°           |               | Huracán            |               | Uruguay Montevideo |               | Platense           | |
| 2010-11                              | 95°           |               | Villa Teresa       |               | Colón              |               | Platense           | |
| 2011-12                              | 96°           |               | Torque             |               | Canadian           |               | Colón              | Torque ganó en semifinales 2:1 contra Canadian, pero como ganó la Tabla Anual, no hubo final.                                                 |
| 2012-13                              | 97°           |               | Canadian           |               | Uruguay Montevideo |               | Oriental           | Canadian ganó en semifinales por penales contra Uruguay Montevideo. Por ser el campeón de la Tabla Anual, no hubo finales.                    |
| 2013-14                              | 98°           |               | Villa Española     |               | Oriental           |               | Basáñez            | Villa Española ganó en semifinales 3:2 contra Oriental, y por ganar la Tabla Anual, no hubo finales.                                          |
| 2014-15                              | 99°           |               | Oriental           |               | Basáñez            |               | Albion             | Ascenso: Oriental. |
| 2015-16                              | 100°          |               | Cerrito            |               | Basáñez            |               | Uruguay Montevideo | Ascenso: Cerrito. |
| Segunda División B Amateur           |               |               |                    |               |                    |               |                    | |
| 2017                                 | 101°          |               | Albion             |               | Colón              |               | Basáñez            | Ascenso: Albion. |
| 2018                                 | 102°          |               | Bella Vista        |               | Colón              |               | Rocha              | Ascenso: Bella Vista. |
| Primera División Amateur             |               |               |                    |               |                    |               |                    | |
| 2019                                 | 103°          |               | Rocha              |               | Uruguay Montevideo |               | Potencia           | Ascenso: Rocha. |
| 2020                                 | 104°          |               | Uruguay Montevideo |               | Colón              |               | Huracán            | Ascenso: Uruguay Montevideo. Colón perdió la promoción.                                                                                       |
| 2021                                 | 105°          |               | Miramar Misiones   |               | La Luz             |               | Tacuarembó         | La Luz y Tacuarembó igualaron en la tabla y disputaron un desempate. Ascensos: Miramar Misiones de manera directa; La Luz mediante promoción. |
| 2022                                 | 106°          |               | Tacuarembó         |               | Oriental           |               | Bella Vista        | Ascensos: Tacuarembó y Oriental de manera directa; Bella Vista y Potencia mediante promoción.                                                 |
| 2023                                 | 107°          |               | Colón              |               | Cooper             |               | Basáñez            | Ascensos: Colón y Cooper. |
| 2024                                 | 108°          |               | Artigas            |               | Central Español    |               | Bella Vista        | Artigas y Central Español igualaron en la tabla y disputaron un desempate. Ascensos: Artigas y Central Español.                               |
| Primera Divisional C                 |               |               |                    |               |                    |               |                    | |
| 2025                                 | 109°          |               | Por definir        |               | Por definir        |               | Por definir        | En disputa. |

### Títulos por equipo
| Campeones de la Tercera Categoría | Campeones de la Tercera Categoría | Campeones de la Tercera Categoría | Campeones de la Tercera Categoría | Campeones de la Tercera Categoría | Campeones de la Tercera Categoría | Campeones de la Tercera Categoría | Campeones de la Tercera Categoría | Campeones de la Tercera Categoría | Campeones de la Tercera Categoría |
| Pos.                              | Equipo                            | Títulos                           | Divisional Extra "A"              | Divisional Intermedia             | Primera "C"                       | Liga Metropolitana Amateur        | Segunda División Amateur          | Primera División Amateur          | Primera Divisional C              |
| --------------------------------- | --------------------------------- | --------------------------------- | --------------------------------- | --------------------------------- | --------------------------------- | --------------------------------- | --------------------------------- | --------------------------------- | --------------------------------- |
| 1°                                | Uruguay Montevideo                | 8                                 | 1936                              | 1950, 1955, 1957, 1965            | 1993                              | 2002                              |                                   | 2020                              |                                   |
| 2°                                | La Luz                            | 6                                 | 1933                              | 1962                              | 1976, 1992                        | 2001, 2003                        |                                   |                                   |                                   |
| 3°                                | Villa Española                    | 5                                 |                                   |                                   | 1973, 1980, 1987, 1996            |                                   | 2013-14                           |                                   |                                   |
| 3°                                | Cerrito                           | 5                                 |                                   | 1951, 1970                        | 1982                              | 1998                              | 2015-16                           |                                   |                                   |
| 3°                                | Miramar Misiones                  | 5                                 | 1917, 1937                        | 1971                              | 1974                              |                                   |                                   | 2021                              |                                   |
| 3°                                | Colón                             | 5                                 | 1920                              | 1954                              | 1988                              | 2000                              |                                   | 2023                              |                                   |
| 7°                                | Mar de Fondo                      | 4                                 |                                   | 1952, 1958, 1961, 1969            |                                   |                                   |                                   |                                   |                                   |
| 7°                                | Progreso                          | 4                                 |                                   | 1956, 1963                        | 1975, 1978                        |                                   |                                   |                                   |                                   |
| 7°                                | Fénix                             | 4                                 | 1918                              | 1942, 1949                        | 1991                              |                                   |                                   |                                   |                                   |
| 7°                                | Platense                          | 4                                 |                                   | 1964                              | 1981, 1994                        |                                   | 2005                              |                                   |                                   |
| 7°                                | Oriental                          | 4                                 |                                   |                                   |                                   | 2004, 2007                        | 2008-09, 2014-15                  |                                   |                                   |
| 7°                                | Artigas                           | 4                                 | 1934, 1938                        | 1947                              |                                   |                                   |                                   | 2024                              |                                   |
| 13°                               | Huracán                           | 3                                 |                                   |                                   | 1983, 1990                        |                                   | 2009-10                           |                                   |                                   |
| 13°                               | Villa Teresa                      | 3                                 |                                   |                                   | 1984                              | 1999                              | 2010-11                           |                                   |                                   |
| 13°                               | Bella Vista                       | 3                                 | 1921                              | 1959                              |                                   |                                   |                                   | 2018                              |                                   |
| 16°                               | Tiro Federal                      | 2                                 | 1926, 1927                        |                                   |                                   |                                   |                                   |                                   |                                   |
| 16°                               | Olivol                            | 2                                 | 1941                              | 1944                              |                                   |                                   |                                   |                                   |                                   |
| 16°                               | Canillitas                        | 2                                 |                                   | 1946, 1953                        |                                   |                                   |                                   |                                   |                                   |
| 16°                               | Huracán Buceo                     | 2                                 |                                   | 1960, 1967                        |                                   |                                   |                                   |                                   |                                   |
| 16°                               | Salus                             | 2                                 |                                   |                                   | 1972, 1977                        |                                   |                                   |                                   |                                   |
| 16°                               | El Tanque Sisley                  | 2                                 |                                   |                                   | 1986                              | 1997                              |                                   |                                   |                                   |
| 22°                               | Defensor                          | 1                                 | 1913                              |                                   |                                   |                                   |                                   |                                   |                                   |
| 22°                               | Charley                           | 1                                 | 1914                              |                                   |                                   |                                   |                                   |                                   |                                   |
| 22°                               | Worcester                         | 1                                 | 1915                              |                                   |                                   |                                   |                                   |                                   |                                   |
| 22°                               | Liverpool                         | 1                                 | 1916                              |                                   |                                   |                                   |                                   |                                   |                                   |
| 22°                               | Lito                              | 1                                 | 1919                              |                                   |                                   |                                   |                                   |                                   |                                   |
| 22°                               | Capurro                           | 1                                 | 1922                              |                                   |                                   |                                   |                                   |                                   |                                   |
| 22°                               | Belgrano                          | 1                                 | 1923                              |                                   |                                   |                                   |                                   |                                   |                                   |
| 22°                               | Washington                        | 1                                 | 1924                              |                                   |                                   |                                   |                                   |                                   |                                   |
| 22°                               | Oriental FC                       | 1                                 | 1928                              |                                   |                                   |                                   |                                   |                                   |                                   |
| 22°                               | Maroñas                           | 1                                 | 1930                              |                                   |                                   |                                   |                                   |                                   |                                   |
| 22°                               | Deportivo Juventud                | 1                                 | 1931                              |                                   |                                   |                                   |                                   |                                   |                                   |
| 22°                               | Última hora                       | 1                                 | 1932                              |                                   |                                   |                                   |                                   |                                   |                                   |
| 22°                               | Bolton Wanderers                  | 1                                 | 1935                              |                                   |                                   |                                   |                                   |                                   |                                   |
| 22°                               | San Carlos                        | 1                                 | 1939                              |                                   |                                   |                                   |                                   |                                   |                                   |
| 22°                               | Rosarino Central                  | 1                                 | 1940                              |                                   |                                   |                                   |                                   |                                   |                                   |
| 22°                               | Danubio                           | 1                                 |                                   | 1943                              |                                   |                                   |                                   |                                   |                                   |
| 22°                               | Bahía                             | 1                                 |                                   | 1945                              |                                   |                                   |                                   |                                   |                                   |
| 22°                               | Rentistas                         | 1                                 |                                   | 1966                              |                                   |                                   |                                   |                                   |                                   |
| 22°                               | Alto Perú                         | 1                                 |                                   | 1968                              |                                   |                                   |                                   |                                   |                                   |
| 22°                               | Universidad Mayor                 | 1                                 |                                   |                                   | 1979                              |                                   |                                   |                                   |                                   |
| 22°                               | Sportivo Italiano                 | 1                                 |                                   |                                   | 1985                              |                                   |                                   |                                   |                                   |
| 22°                               | Basáñez                           | 1                                 |                                   |                                   | 1989                              |                                   |                                   |                                   |                                   |
| 22°                               | Juventud                          | 1                                 |                                   |                                   | 1995                              |                                   |                                   |                                   |                                   |
| 22°                               | Boston River                      | 1                                 |                                   |                                   |                                   | 2006                              |                                   |                                   |                                   |
| 22°                               | Torque                            | 1                                 |                                   |                                   |                                   |                                   | 2011-12                           |                                   |                                   |
| 22°                               | Canadian                          | 1                                 |                                   |                                   |                                   |                                   | 2012-13                           |                                   |                                   |
| 22°                               | Albion                            | 1                                 |                                   |                                   |                                   |                                   |                                   | 2017                              |                                   |
| 22°                               | Rocha                             | 1                                 |                                   |                                   |                                   |                                   |                                   | 2019                              |                                   |
| 22°                               | Tacuarembó                        | 1                                 |                                   |                                   |                                   |                                   |                                   | 2022                              |                                   |